# Principe di Viana

Lo stemma di Carlo, principe di Viana.

Il titolo di principe di Viana (in spagnolo, príncipe de Viana) è un antico titolo appannaggio del Regno di Navarra, istituito da Carlo III di Navarra per suo nipote Carlo. Attualmente è uno dei titoli tradizionalmente vincolati all'erede al trono di Spagna .

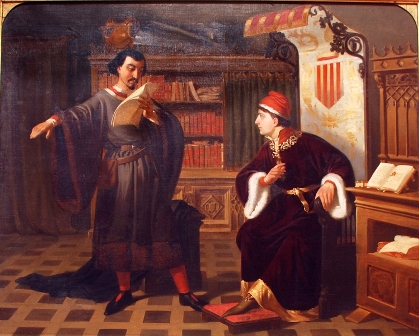
Agustí Rigalt Cortiella, Ausias March e principe di Viana, 1852.

## Storia
Il titolo nacque come riflesso di ciò che stava accadendo all'epoca in Europa, dove gli eredi ricevevano un titolo che gli portasse un reddito per loro beneficio personale. Quindi ci furono, fra gli altri, il principe delle Asturie in Castiglia, il principe di Girona in Aragona, il delfino in Francia ed il principe di Galles in Inghilterra.
Dopo la conquista del Regno di Navarra, nel 1512, il titolo si trasmise alla corona di Spagna e divenne, insieme ai titoli di principe delle Asturie, principe di Girona, duca di Montblanc, conte di Cervera e signore di Balaguer, uno dei titoli che contraddistinguono l'erede al trono spagnolo. Il titolo è attualmente in capo a Leonor di Borbone-Spagna.